# Achaz von der Schulenburg
Achaz von der Schulenburg (* 9. Oktober 1669 in Apenburg; † 2. oder 9. August 1731 in Berlin) war preußischer Generalleutnant der Kavallerie und Amtshauptmann zu Satzig sowie Erb-, Lehn- und Gerichtsherr auf Beetzendorf (Apenburger Hof) und Apenburg. In der Genealogie wird er als Achaz V von der Schulenburg bezeichnet.

## Leben
Er stammte aus dem altmärkischen Adelsgeschlecht von der Schulenburg und war der älteste Sohn von Dietrich Hermann von der Schulenburg  (* 1638; † 1693)  und Amalie von der Schulenburg  (* 28. Oktober 1643; † 3. Januar 1713).
Achaz studierte an der Universität Frankfurt (Oder) und an der Ritterakademie Rudolph-Antoniana in Wolfenbüttel. Ende der 1680er Jahre trat er in das brandenburgische Militär ein, wo er 1719 zum Generalmajor und 1728 zum Generalleutnant befördert worden ist.
1717 erhielt er den Auftrag zur Bildung eines neuen Regiments in Halberstadt, das später seinen Namen trug.
1730 saß Achaz von der Schulenburg im Wappensaal des Schlosses Köpenick dem Kriegsgericht vor, das mit der militärjuristischen Bewertung der versuchten Desertion des Kronprinzen und späteren Königs von Preußen, Friedrich II. beauftragt worden war.
Seine letzte Ruhe fand er auf dem Südwestkirchhof Stahnsdorf im Block Epiphanien, Feld 1a.

## Familie
Er heiratete Sophie Magdalena von Münchhausen aus dem Hause Wendlinghausen (* 3. November 1698; † 30. Januar 1763).
Das Paar hatte folgende neun Kinder:
- Sophie Amalie (* 1716; † 15. Dezember 1782) ⚭  1735 Levin-Friedrich von Bismarck (1703–1774)
- Christiane Lucie  (* 1718; † 1787) ⚭  Gerlach Adolph von Münchhausen (1688–1770)
- Friedrich Wilhelm V.  (* 1719; † 1790) ⚭ 1765 Helene von Eimbeck aus dem Hause Priemern (1740–1817)
- Sophie Ulrike (* 1720; 1774)  ⚭ Otto Gottlob von Stülpnagel (1716–1772)
- Friedrich Albrecht Ludwig (* 1721)
- Sophie Wilhelmine (* 1722)
- Ludwig Hermann Heino  (* 1724; † 1787)
- August Levin Werner (* 1726)
- Wilhelm Friedrich (* 1730; † 1757)